# کارول دوبیاش
کارول دوبیاش (چکی: Karol Dobiaš؛ زادهٔ ۱۸ دسامبر ۱۹۴۷) یک بازیکن و سرمربی اهل چکسلواکی است.
از باشگاه‌هایی که در آن بازی کرده‌است می‌توان به باشگاه فوتبال بوهمیانس ۱۹۰۵ اشاره کرد.
وی همچنین در تیم ملی فوتبال چکسلواکی بازی کرده است.